# Peter Weck

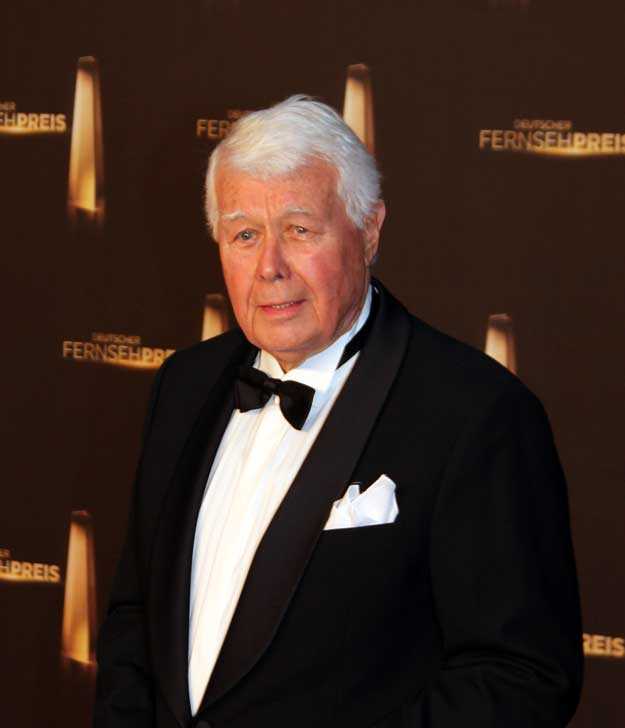
Peter Weck (2012)

Peter Weck (* 12. August 1930 in Wien) ist ein österreichischer Bühnen- und Filmschauspieler, der auch als Regisseur, Theaterproduzent und Theaterintendant tätig war. In den 1950er und 1960er Jahren wurde er als Darsteller in Unterhaltungsfilmen bekannt und erreichte als Vater in Ich heirate eine Familie in den 1980er Jahren Fernseh-Popularität. Als Intendant in Wien brachte er unter anderem die Musicals Cats und Das Phantom der Oper zur deutschsprachigen Erstaufführung.
Weck besitzt neben der österreichischen auch die Staatsbürgerschaft der Schweiz.

## Leben

### Jugend und Ausbildung
Peter Weck kam als zweiter Sohn von Leo Franz Weck, eines Ingenieurs und Fabrikanten für Flaschenverschlüsse, in Wien zur Welt. Im Alter von zehn Jahren wurde er 1940 Mitglied der Wiener Sängerknaben und sang unter anderem als Sopransolist. Vier Jahre lang absolvierte er unter der Leitung von Ferdinand Grossmann internationale Konzertauftritte unter anderem in Schweden und Spanien. Unter der Leitung von Oscar Fritz Schuh trat Weck dabei 1941 in Mozarts Oper Die Gans des Kalifen als Aufseher Murat auf. Er schied mit Erreichen des Stimmbruchs im Herbst 1944 bei den Wiener Sängerknaben aus. Das Kriegsende erlebte Weck in Pitten, dem sein Großvater als Bürgermeister vorgestanden hatte; im Herbst 1945 kehrte die Familie nach Wien zurück.
Nach der Matura besuchte er ab 1949 die Universität für Musik und darstellende Kunst Wien und studierte Klavier, Klarinette, Harfe, Orchesterschlagwerk und Fagott mit dem Ziel, Dirigent zu werden. Er brach dieses Studium jedoch 1951 ab. Parallel dazu hatte er auf Wunsch des Vaters ein Maschinenbau-Studium am Technologischen Gewerbemuseum begonnen, das er nach kurzer Zeit abbrach. Er absolvierte schließlich von 1951 bis 1953 eine Ausbildung am Max-Reinhardt-Seminar und schloss diese mit Auszeichnung ab.

### Karriere am Theater

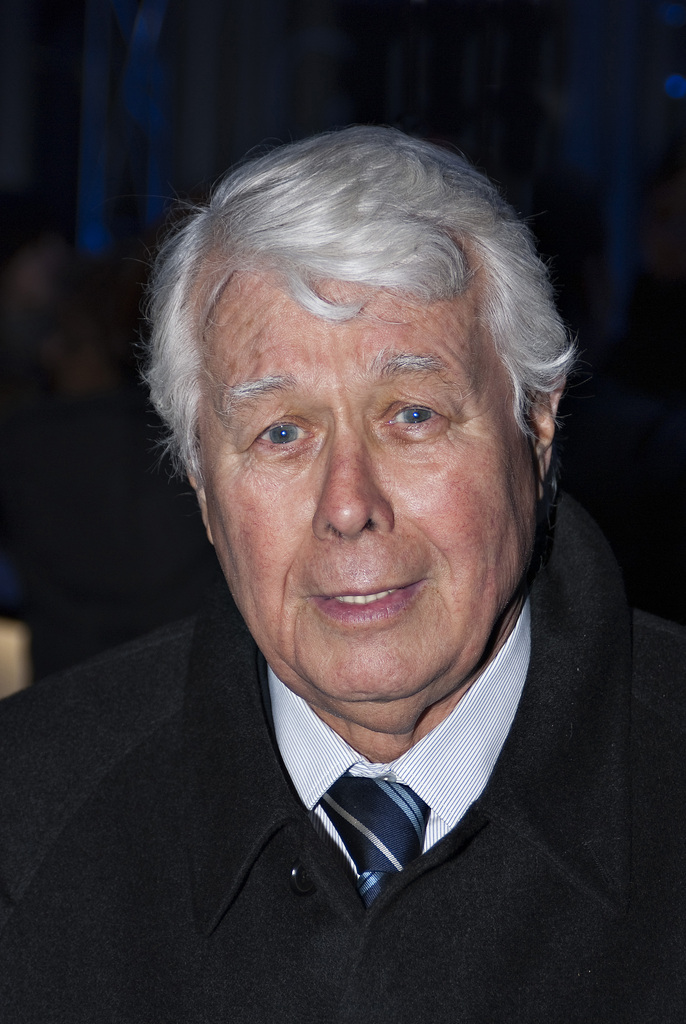
Peter Weck (2009)

Sein Theaterdebüt gab er 1953 unter Theo Knapp am Stadttheater Klagenfurt als Truffaldino in Carlo Goldonis Der Diener zweier Herren. Bereits im folgenden Jahr erlebte er am Theater am Kurfürstendamm seinen Durchbruch als Theaterschauspieler: Unter Rudolf Steinboeck übernahm er in Hofmannsthals Der Schwierige die Rolle des Stani und damit seine Paraderolle, die er bis 1967 in zahlreichen Inszenierungen des Stücks an verschiedenen Theatern sowie bei den Salzburger Festspielen spielte. Axel von Ambesser, der ihn in dieser Rolle in Berlin gesehen hatte, besetzte Weck 1954 im Film Und der Himmel lacht dazu in seiner ersten Leinwandrolle.
Ab September 1954 war Weck festes Ensemblemitglied des Theaters in der Josefstadt und spielte zudem in den dem Theater zugehörigen Kammerspielen. Sein Fach waren dabei „jugendlich komische Rollen – hilflose Liebhaber, glühende Liebhaber, verliebte Liebhaber, verliebte hilflose und dann glückliche oder unglückliche Liebhaber, kurz alles, was das Komödiantenfach so angeblich Lustiges vorschreibt.“ Ernst Haeussermann holte Weck schließlich 1959 an das Wiener Burgtheater. Wecks Sondervertrag sicherte ihm dabei zu, ihn sechs Monate im Jahr für Filmarbeit freizustellen. Gastspiele führten Weck in den Folgejahren unter anderem 1964 nach Hamburg und 1965 an das Schauspielhaus Zürich. Seine letzte Rolle am Burgtheater wurde 1969 die des Schneidermeisters Zwirn in Johann Nepomuk Nestroys Lumpazivagabundus. Im Jahr 1970 führte er erstmals Theaterregie: Bei den Burgenländischen Festspielen inszenierte er Franz Grillparzers Des Meeres und der Liebe Wellen mit Brigitte Grothum und Alexander Kerst.
Im Jahr 1970 siedelte Weck in die Schweiz über, spielte unter anderem am Schauspielhaus Zürich, am Münchner Residenztheater und ging auf Theatertournee. Erst 1980 war er erneut in Österreich in einer Theaterrolle zu sehen: Bei den Wiener Festwochen spielte er in Die letzten Tage der Menschheit gleichzeitig seine letzte Theaterrolle für lange Zeit. Erst 2008 kehrte er in Sonny Boys am Wiener Volkstheater an der Seite von Harald Serafin auf die Theaterbühne zurück.

### Zeit als Theaterintendant
Im Anschluss an eine Aufführung der Letzten Tage der Menschheit bot der Wiener Kulturstadtrat Helmut Zilk Peter Weck 1981 die Intendanz des Theaters an der Wien an. Weck übernahm das Theater an der Wien offiziell im Jänner 1983. Im selben Jahr zog er aus der Schweiz nach Österreich zurück.
Wecks Ziel war es, in Wien ein Musicaltheater zu etablieren. Auf der Suche nach seiner Erstinszenierung hatte Weck 1981 in London das gerade uraufgeführte Musical Cats von Andrew Lloyd Webber gesehen und sich in der Folge die Aufführungsrechte für das Stück in Wien gesichert. Am 24. September 1983 erlebte Cats am "Theater an der Wien" seine deutschsprachige Erstaufführung. Nach London und New York war es zudem die weltweit dritte Produktion des Stücks. Für die deutschsprachige Erstaufführung hatte Weck unter anderem Angelika Milster für die Rolle der Grizabella besetzt sowie direkt nach ihrem Abitur die damals unbekannte Ute Lemper verpflichtet.
Im Jahr 1987 übernahm Weck neben dem Theater an der Wien auch das Raimund Theater und das Varieté Ronacher. Die drei Theater wurden im Jänner 1987 zu den Vereinigten Bühnen Wien zusammengefasst und Weck Generalintendant des zu der Zeit größten Theaterverbundes der Stadt Wien. Cats wurde ab 1988 im Ronacher gespielt und Ende 1990 nach 2080 Aufführungen eingestellt. Unter anderem hatte Weck mit dem Ensemble 1987 in Ostberlin gastiert und war 1988 der Erste, der mit dem Musical in Moskau ein Gastspiel geben durfte.
In seine Zeit als Generalintendant fallen die deutschsprachigen Erstaufführungen von Les Misérables (1988) und Das Phantom der Oper (1988). Als Regisseur verantwortete er zudem das Musical Freudiana, die erste große Eigenproduktion der Vereinigten Bühnen Wien. Bei Freudiana nach einem Konzeptalbum von Eric Woolfson führte Weck auch Regie. Die letzte Produktion, die Weck als Intendant zur Welturaufführung brachte, war 1992 das Musical Elisabeth.

### Film und Fernsehen

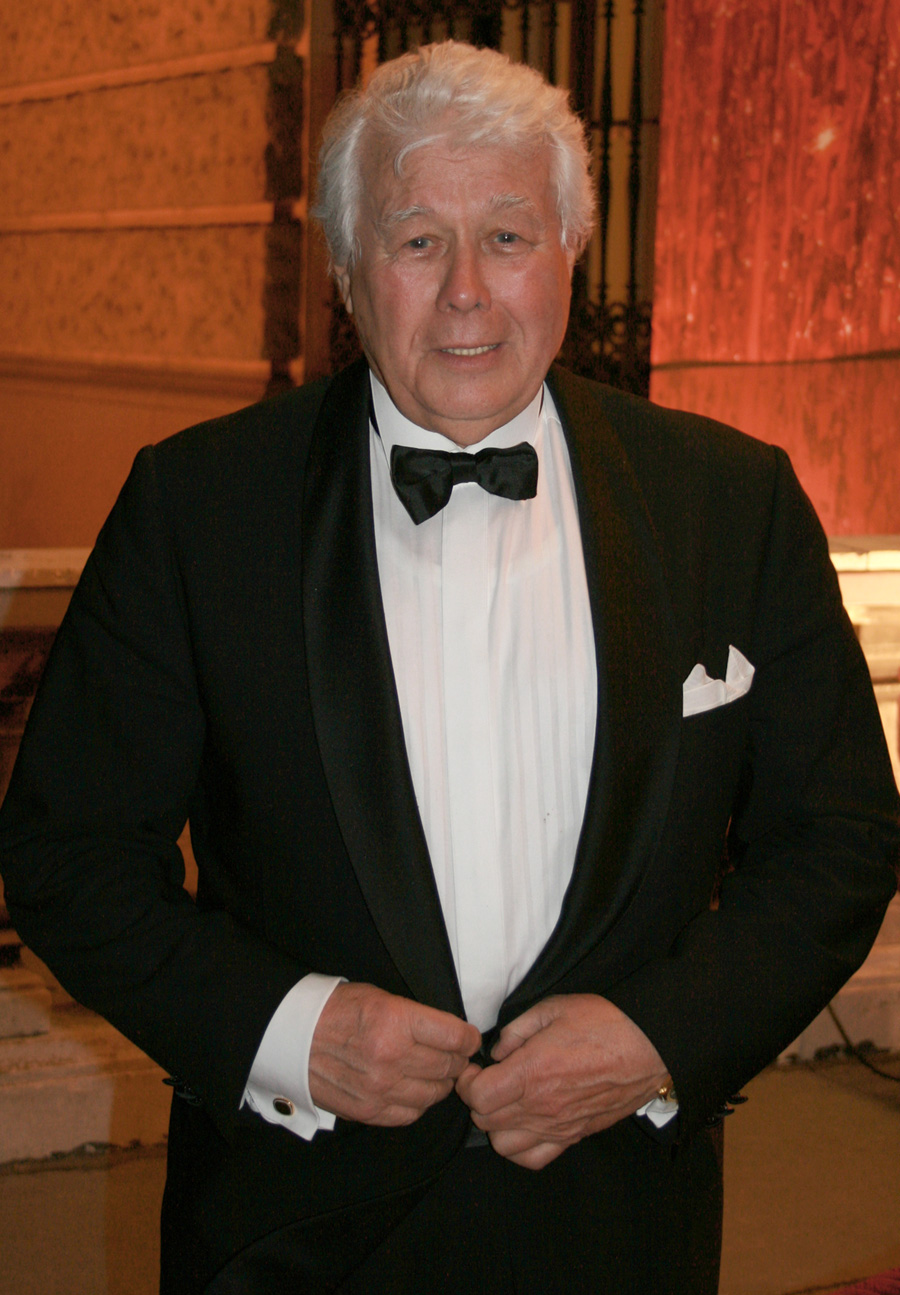
Peter Weck (2008)

Weck gab sein Filmdebüt 1954 in der Heimatkomödie Und der Himmel lacht dazu. In den 1950er und 1960er Jahren spielte er in leichten Unterhaltungsfilmen und Musikkomödien unter anderem an der Seite von Hans Moser und Theo Lingen. Dabei drehte er häufig unter der Regie von Franz Antel, Franz Josef Gottlieb, Harald Reinl und besonders Harald Vock. Mit seiner damaligen Freundin Cornelia Froboess trat er in mehreren Filmen auf, darunter in dem Publikumserfolg Mariandl. Dreimal spielte er an der Seite von Romy Schneider: Bereits 1954 in Mädchenjahre einer Königin, 1955 im ersten Sissi-Film sowie 1963 in der US-amerikanischen Produktion Der Kardinal von Otto Preminger, nach Ein Gruß aus Wien (1962) seine zweite US-amerikanische Produktion. Hier verkörperte er den jüdischen Bankier Kurt von Hartmann, der sich beim Anschluss 1938 vor Verzweiflung aus dem Fenster stürzt. Die Rolle war eine der wenigen, die vom üblichen Besetzungsschema Wecks abwich, das Weck selbst als das eines „charmant-heiteren Sirs und spitzbübischen Sonny Boys“ beschrieb. „Aufgeweckt und schnulzenmunter hat er sich durch mehr als hundert Lachwerke des deutschen Filmhumors gewitzelt und gegrantelt“, fasste Der Spiegel 1986 zusammen.
Einem breiten Fernsehpublikum wurde Weck in den 1960er Jahren zunächst als Moderator der Musiksendungen Wir machen Musik (1960) und Musik für Sie (1962–1963) bekannt. Im Jahr 1971 war er in der populären Fernsehserie Wenn der Vater mit dem Sohne als Partner von Fritz Eckhardt zu sehen. Auch die 14-teilige ZDF-Fernsehserie Ich heirate eine Familie, bei der er Regie führte und entgegen ursprünglichen Planungen die Rolle des Familienvaters Werner Schumann übernahm, lief von 1983 bis 1986 erfolgreich im Fernsehen. Der Spiegel bezeichnete Weck 1986 daher als den „Lieblings-Papi des Fernsehvolks“.
Im Jahr 2016 nahm er an der 147. Ausgabe der ARD-Quizsendung Wer weiß denn sowas? teil, in der er seine ehemalige Serientochter Julia Biedermann wiedertraf und der er an der Seite von Teamkapitän Bernhard Hoëcker unterlag.
Bereits 1969 hatte Weck bei der Verwechslungskomödie Hilfe, ich liebe Zwillinge! erstmals Filmregie geführt. Es folgten mehrere Unterhaltungskomödien unter seiner Regie, wobei er zum Teil auch als Darsteller fungierte. Für das Fernsehen schuf er zudem verschiedene Fernsehporträts über Berufskollegen, darunter Theo Lingen (Lingen über Lingen, 1976) und Willy Millowitsch (Der Kölsche Jung: Willy Millowitsch im Porträt 1978). Mit seiner eigenen Filmproduktionsfirma cinevista film produzierte Weck zudem ab Ende der 1980er Jahre Fernsehfilme und Serien, darunter 13 Folgen der Serie Heiteres Bezirksgericht.

### Privates und Familie
Peter Wecks älterer Bruder, der Maler und Grafiker Herbert Tasquil (1923–2008), war ordentlicher Hochschulprofessor für Gestaltungslehre an der Hochschule für angewandte Kunst in Wien.
Im Jahr 1966 hatte Weck die Modeschülerin Ingrid Muttone kennengelernt. Sie heirateten am 22. Juni 1967; der Ehe entstammen eine Tochter und ein Sohn. Ingrid Weck starb Ende April 2012 überraschend an einem Herzinfarkt und wurde auf dem Wiener Zentralfriedhof beigesetzt. Weck zog sich daraufhin für mehrere Monate aus der Öffentlichkeit zurück.
Weck ist passionierter Jäger und Skifahrer. Er gilt als Genießer und Weinfreund. Im Jahr 1993 wurde er von Underberg und Gault-Millau zum Feinschmecker des Jahres ernannt und erhielt vom Österreichischen Weinbauverband und der Österreichischen Wein Marketing den Weinpreis Bacchus „für herausragende Verdienste um die österreichische Weinkultur“. Weck engagiert sich unter anderem für den Verein Deutsche Lebensbrücke, der sich u. a. für leukämiekranke Kinder in Sankt Petersburg einsetzt.
Im Dezember 2010 veröffentlichte Peter Weck seine Biografie War’s das?: Erinnerungen. Er lebt in Wien.

## Filmografie

### Kino

#### Schauspieler
- 1954: Und der Himmel lacht dazu (Bruder Martin)
- 1954: Mädchenjahre einer Königin
- 1955: Die Wirtin zur Goldenen Krone
- 1955: Sissi
- 1956: Liebe, die den Kopf verliert
- 1956: Die gestohlene Hose
- 1956: Mädchen mit schwachem Gedächtnis
- 1956: Husarenmanöver
- 1956: August der Halbstarke
- 1957: Die liebe Familie
- 1957: Der müde Theodor
- 1957: Vater, unser bestes Stück
- 1957: Der Kaiser und das Wäschermädel
- 1958: Auch Männer sind keine Engel (Wiener Luft)
- 1958: Heimatlos
- 1958: Man müßte nochmal zwanzig sein
- 1958: Ihr 106. Geburtstag
- 1958: Ohne Mutter geht es nicht
- 1959: Whisky, Wodka, Wienerin (Rendezvous in Wien)
- 1959: Wenn das mein großer Bruder wüßte
- 1959: Liebe verboten – Heiraten erlaubt
- 1959: Paradies der Matrosen
- 1959: Gitarren klingen leise durch die Nacht
- 1960: Meine Nichte tut das nicht
- 1960: Immer will ich dir gehören
- 1961: Junge Leute brauchen Liebe
- 1961: Mariandl
- 1961: Der Traum von Lieschen Müller
- 1962: …und ewig knallen die Räuber
- 1962: Der Vogelhändler
- 1962: Ein Gruß aus Wien (Almost Angels)
- 1962: Mariandls Heimkehr
- 1962: Die Försterchristel
- 1963: Ist Geraldine ein Engel?
- 1963: Im singenden Rößl am Königssee
- 1963: Der Kardinal (The Cardinal)
- 1964: Rote Lippen soll man küssen (Die ganze Welt ist himmelblau)
- 1964: Heirate mich, Chéri
- 1964: Liebesgrüße aus Tirol
- 1965: An der Donau, wenn der Wein blüht
- 1968: Paradies der flotten Sünder
- 1968: Immer Ärger mit den Paukern
- 1969: Unser Doktor ist der Beste
- 1969: Warum hab’ ich bloß 2x ja gesagt?
- 1969: Hilfe, ich liebe Zwillinge!
- 1970: Unsere Pauker gehen in die Luft
- 1971: Wer zuletzt lacht, lacht am besten
- 1971: Das haut den stärksten Zwilling um
- 1971: Wenn mein Schätzchen auf die Pauke haut
- 1971: Hochwürden drückt ein Auge zu
- 1972: Meine Tochter – deine Tochter
- 1972: Immer Ärger mit Hochwürden
- 1972: Trubel um Trixie
- 1973: Reigen
- 1973: Wenn jeder Tag ein Sonntag wär
- 1999: Aimée & Jaguar

#### Regisseur
- 1969: Hilfe, ich liebe Zwillinge!
- 1970: Nachbarn sind zum Ärgern da
- 1971: Wenn mein Schätzchen auf die Pauke haut
- 1972: Mensch ärgere dich nicht
- 1972: Hauptsache Ferien
- 1996: Diebinnen

### Fernsehen

#### Schauspieler
- 1957: Illusionen (TV)
- 1958: Liebelei (TV)
- 1960–1961: Familie Leitner (TV-Serie, 2 Folgen)
- 1961: Der Schwierige (TV)
- 1962: Anatol (TV)
- 1963: Leutnant Gustl (TV)
- 1964: Das Konzert (TV)
- 1965: Ninotschka (TV)
- 1965: Der seidene Schuh (TV-Serie)
- 1966: Towarisch (TV)
- 1967: Im weißen Rössl (TV)
- 1967: Eiszeit der Liebe (TV)
- 1967: Umsonst (TV)
- 1968: Bei Kerzenlicht (TV)
- 1968: Der blaue Strohhut (TV)
- 1968: Madame Sans-Gêne – Die schöne Wäscherin (TV)
- 1969: Königin einer Nacht (TV)
- 1969: Dem Täter auf der Spur, Folge: Das Fenster zum Garten (TV-Serie)
- 1969: Ein Dorf ohne Männer (TV)
- 1969: Gauner, Gelder und Giraffen (TV)
- 1971: König Johann (TV)
- 1971: Eine unwürdige Existenz (TV)
- 1971: Wenn der Vater mit dem Sohne (TV-Serie)
- 1971: Zwischenspiel oder Die neue Ehe (TV)
- 1973: Nichts als Erinnerung (TV)
- 1977: Der Fall Winslow (TV)
- 1979: Extratouren (TV)
- 1980: Die weiße Stadt (TV)
- 1983–1986: Ich heirate eine Familie (TV-Serie)
- 1985: Wiener Klatsch – Szenen aus der Gesellschaft (TV)
- 1985: Die Flucht ohne Ende (TV)
- 1987: Willkommen im Club (TV-Show)
- 1988: Heiteres Bezirksgericht (TV-Serie)
- 1990: Roda Roda (TV-Serie)
- 1991: Sicher ist sicher (TV-Serie)
- 1995: Schade um Papa (TV-Serie)
- 1995: Ich begehre dich (TV)
- 1996: Alte Liebe – Neues Glück (Hofrat Geiger) (TV)
- 1997: Weißblaue Geschichten (TV-Serie, 1 Folge)
- 1997: Ein Schutzengel auf Reisen (TV)
- 1999: Geliebte Gegner (TV)
- 1999: Das Mädchen aus der Torte (TV)
- 2000: Die Ehre der Strizzis (TV)
- 2001: Herzensfeinde (TV)
- 2002: Zwei alte Gauner (TV)
- 2002: Donna Leon – Nobiltà (TV-Reihe)
- 2003: Fliege kehrt zurück (TV)
- 2003: Jetzt erst recht (TV)
- 2004: Unter weißen Segeln – Urlaubsfahrt ins Glück (TV)
- 2004: Fliege hat Angst (TV)
- 2006: Papa und Mama (TV-Zweiteiler)
- 2006: Glück auf vier Rädern (TV)
- 2007: Lilly Schönauer – Umweg ins Glück (TV-Reihe)
- 2007: Die Rosenkönigin (TV)
- 2008: Ein Ferienhaus auf Ibiza (TV)
- 2008: Das Traumhotel – China (TV-Reihe)
- 2010: Die Mutprobe (TV)
- 2010: Die Liebe kommt mit dem Christkind (TV)
- 2012: Das Traumschiff – Bali (TV-Reihe)
- 2012: Das Traumhotel – Brasilien (TV-Reihe)
- 2012: Oma wider Willen (TV)
- 2012: Utta Danella – Prager Geheimnis (TV)
- 2014: Tatort: Paradies (TV-Reihe)
- 2014: Schnell ermittelt – Erinnern (TV-Reihe)
- 2015: Engel der Gerechtigkeit – Geld oder Leben (TV)

#### Regisseur
- 1975: Eine ganz gewöhnliche Geschichte (TV-Serie)
- 1975: Tatort: Urlaubsmord (TV-Reihe)
- 1976: Tatort: Annoncen-Mord (TV-Reihe)
- 1977: Mr. Carlis und seine abenteuerlichen Geschichten (TV-Serie)
- 1978: Vor Gericht seh’n wir uns wieder (TV-Serie, 4 Folgen)
- 1978–1979: Die unsterblichen Methoden des Franz Josef Wanninger (TV-Serie, 6 Folgen)
- 1979: Rollentausch (TV)
- 1979: Extratouren (TV)
- 1980: Kolportage (TV)
- 1981: Der Magnetiseur (TV)
- 1981: Sonne, Wein und harte Nüsse (TV-Serie, 2 Folgen)
- 1981: Der Gerichtsvollzieher (TV-Serie, 6 Folgen)
- 1982: Ein Fall für zwei (TV-Serie, 4 Folgen)
  - Brandstiftung
  - Der Jäger als Hase
  - Alte Pistolen
  - Nervenkrieg
- 1982: Tatort: Trimmel und Isolde (TV-Reihe)
- 1982: Ein Kleid von Dior (TV)
- 1983–1986: Ich heirate eine Familie (TV-Serie)
- 1984: Heute und damals (TV)
- 1986: Abschiedsvorstellung (TV)
- 1986: Alles was Recht ist (TV-Serie)
- 1986: Was zu beweisen war (TV)
- 1988: Heiteres Bezirksgericht (TV-Serie)
- 1989–1990: Hessische Geschichten (TV-Serie, 2 Folgen)
- 1991: Sicher ist sicher (TV-Serie)
- 1992–1994: Schade um Papa (TV-Serie)
- 1993: Durchreise – Die Geschichte einer Firma (Sechsteiliger Fernsehfilm)
- 1994: Von Frau zu Frau: Die Sammlerin (TV)
- 1995: Ich begehre dich (TV)
- 1996: Alte Liebe – Neues Glück (Hofrat Geiger) (TV)
- 1997: Ein Mann steht seine Frau (TV-Serie, 1 Folge)
- 1997: Ein Schutzengel auf Reisen (TV)
- 1999: Geliebte Gegner (TV)
- 1999: Das Mädchen aus der Torte (TV)
- 2000: Die Ehre der Strizzis (TV)
- 2000: Am Ende siegt die Liebe (TV)
- 2001: Zwei unter einem Dach (TV)
- 2001: Herzensfeinde (TV)
- 2002: Mann, oh Mann, oh Mann! (TV)
- 2003: Drei unter einer Decke (TV)
- 2007: Die Rosenkönigin (TV)

## Theaterrollen (Auswahl)
- 1953: Carlo Goldoni – Der Diener zweier Herren; Rolle: Truffaldino (Stadttheater Klagenfurt)
- 1954: Hugo von Hofmannsthal – Der Schwierige; Rolle: Stani (Theater am Kurfürstendamm; Theater in der Josefstadt, Münchner Kammerspiele, Salzburger Festspiele 1967)
- 1959: John Osborne – Epitaph für George Dillon; Rolle: George Dillon (Kleines Theater der Josefstadt Wien)
- 1960: William Shakespeare – Was ihr wollt; Rolle: Bleichenwang (Burgtheater Wien)
- 1962: George Bernard Shaw – Helden; Rolle: Bluntschli (Akademietheater Wien)
- 1965: Molière – Tartuffe; Rolle: Tartuffe (Schauspielhaus Zürich)
- 1966: Nikolai Gogol – Der Revisor; Rolle: Chlestakow (Akademietheater Wien)
- 1967: Tom Stoppard – Rosenkranz und Güldenstern sind tot; Rolle: Rosenkranz (Akademietheater Wien)
- 1969: Johann Nestroy – Lumpazivagabundus; Rolle: Zwirn (Burgtheater Wien)

## Auszeichnungen
- 1980: Berufstitel Professor (verliehen vom österreichischen Bundespräsidenten)
- 1984: Bambi
- 1984: Goldene Kamera in der Kategorie Bester Regisseur für Ich heirate eine Familie
- 1985: Goldene Europa
- 1985: Goldene Kamera in der Kategorie Beliebtestes Serienpaar (1. Platz der HÖRZU-Leserwahl) zusammen mit Thekla Carola Wied
- 1985: Goldenes Ehrenzeichen für Verdienste um das Land Wien
- 1988: Telestar
- 1990: Bambi
- 1990: Titel Kammerschauspieler
- 1990: Heinrich-Abelé-Preis
- 1990: Goldene Romy als Beliebtester Serienstar
- 1991: Karl-Valentin-Orden
- 1991: Tourismuspreis der Wiener Wirtschaftskammer für das Musical Cats
- 1992: Goldene Europa
- 1992: Goldener Rathausmann
- 1993: Österreichisches Ehrenkreuz für Wissenschaft und Kunst (Erster Klasse)
- 1993: Feinschmecker des Jahres
- 1993: Bacchus
- 1996: International Musical Award Germany für seine besonderen Verdienste um das deutschsprachige Musical[18]
- 2000: Großes Goldenes Ehrenzeichen für Verdienste um das Bundesland Niederösterreich
- 2001: Ehrenmedaille der Bundeshauptstadt Wien in Gold
- 2004: Großes Silbernes Ehrenzeichen für Verdienste um die Republik Österreich[19]
- 2005: Platin-Romy für das Lebenswerk
- 2012: Krone der Volksmusik für das Lebenswerk
- 2015: Deutscher Musical Theater Preis als Ehrenpreis für das Lebenswerk
- 2025: Ehrengabe der Stadt Wien anlässlich seines 95. Geburtstages[20]

## Veröffentlichungen
- Peter Weck: War’s das? Erinnerungen. Amalthea, Wien 2010, ISBN 978-3-85002-721-2.